# Planetary Annihilation
Planetary Annihilation — компьютерная игра в жанре стратегии в реальном времени, разработанная компанией Uber Entertainment, среди сотрудников которой есть ветераны отрасли, которые работали над Total Annihilation и Supreme Commander. Является духовным наследником Total Annihilation и Supreme Commander.

## Геймплей
В начале игры каждый игрок должен выбрать в какой из предложенных мест он хочет высадить Командира (англ. Commander). Командир умеет строить только базовые строения и является обязательным юнитом в игре. После этого игрокам будет дана возможность отстраивать базу и создавать свою армию. Выигрывает тот игрок (бот), чей Командир остался последним. Одной из главных особенностей игры является возможность разрушать планеты с помощью астероидов.

### Экономическая система игры
Экономическая система игры в целом не отличается от таковой в Total Annihilation.

## История создания
Джон Мавор (англ. Jon Mavor) создал графический движок для Total Annihilation. Он также работал над Supreme Commander в качестве ведущего программиста. За художественный стиль игры отвечал Стив Томпсон, который ранее работал над Total Annihilation и Supreme Commander. Актёр Джон Патрик Лоури подарил голос, который рассказывал о Planetary Annihilation в тизерах.
18 августа 2015 года вышло продолжение Planetary Annihilation: TITANS.

### Kickstarter
Вместо того, чтобы искать финансирование инвесторов, Uber Entertainment решили использовать краудфандинг через Kickstarter для финансирования проекта. На пятый день кампании они собрали $ 450 000, на пятнадцатый день — нужные $ 900 000.

## Саундтрек
Говард Мостром (англ. Howard Mostrom) написал всё музыкальное сопровождение для игры. Найти саундтрек можно на официальном сайте игры.
| №   | Название                   | Исполнитель    | Длительность |
| --- | -------------------------- | -------------- | ------------ |
| 1.  | «Destiny into Darkness»    | Howard Mostrom | 4:00         |
| 2.  | «Preservation»             | Howard Mostrom | 3:24         |
| 3.  | «What We Built»            | Howard Mostrom | 1:46         |
| 4.  | «Into the Void»            | Howard Mostrom | 3:35         |
| 5.  | «Towards the Stars»        | Howard Mostrom | 2:41         |
| 6.  | «Dark Emergence»           | Howard Mostrom | 2:28         |
| 7.  | «Conquer the Stars»        | Howard Mostrom | 2:59         |
| 8.  | «Invictus»                 | Howard Mostrom | 3:10         |
| 9.  | «A Prelude to Destruction» | Howard Mostrom | 0:36         |
| 10. | «Remember Who You Are»     | Howard Mostrom | 1:47         |
| 11. | «A Strange New World»      | Howard Mostrom | 3:16         |
| 12. | «A Galaxy Is Born»         | Howard Mostrom | 1:23         |
| 13. | «The Progenitors»          | Howard Mostrom | 1:57         |
| 14. | «Tides of Steel»           | Howard Mostrom | 3:23         |
| 15. | «Metal Malice»             | Howard Mostrom | 1:52         |
| 16. | «The Die Has Been Cast»    | Howard Mostrom | 2:54         |
| 17. | «Prepare for War»          | Howard Mostrom | 1:13         |
| 18. | «Unrelenting Machines»     | Howard Mostrom | 2:48         |
| 19. | «Formed for Greatness»     | Howard Mostrom | 1:28         |
| 20. | «Lapse in the Synapse»     | Howard Mostrom | 3:01         |
| 21. | «Requiem for the Fallen»   | Howard Mostrom | 1:23         |
| 22. | «Dawn of Battle»           | Howard Mostrom | 0:33         |
| 23. | «Ageless Struggle»         | Howard Mostrom | 3:18         |
| 24. | «Annihilation Complete»    | Howard Mostrom | 0:34         |
| 25. | «Planets Collide»          | Howard Mostrom | 4:23         |
| 26. | «Mechanisms of War»        | Howard Mostrom | 1:54         |

## Критика
| Сводный рейтинг       | Сводный рейтинг |
| Агрегатор             | Оценка          |
| --------------------- | --------------- |
| Metacritic            | 61/100          |
| Иноязычные издания    |                 |
| Издание               | Оценка          |
| Eurogamer             | 6/10            |
| IGN                   | 4,8/10          |
| Русскоязычные издания |                 |
| Издание               | Оценка          |
| PlayGround.ru         | 7/10            |
| Riot Pixels           | 60 %            |
| «Игромания»           | 7,5/10          |

Игра получила смешанные отзывы. На сайте-агрегаторе Metacritic средняя оценка игры составляет 62 из 100 на основе 18 обзоров для платформы PC.
Летом 2018 года, благодаря уязвимости в защите Steam Web API, стало известно, что точное количество пользователей сервиса Steam, которые играли в игру хотя бы один раз, составляет 1 108 262 человека, а в Planetary Annihilation: TITANS — 569 681 человек.